# Alicia Sánchez-Camacho
Alicia Sánchez-Camacho Pérez (ur. 22 kwietnia 1967 w Barcelonie) – hiszpańska i katalońska polityk oraz prawniczka, przewodnicząca Partii Ludowej w Katalonii (2008–2017), parlamentarzystka krajowa i regionalna.

## Życiorys
Z wykształcenia prawniczka, absolwentka Uniwersytetu Barcelońskiego. Pracowała na różnych stanowiskach w wymiarze sprawiedliwości, administracji i dyplomacji. W 1999 i w 2003 wybierana z ramienia Partii Ludowej na posłankę do katalońskiego parlamentu. W latach 2004–2008 była członkinią hiszpańskiego Kongresu Deputowanych. W 2008 objęła mandat senatora z ramienia regionalnego parlamentu. W 2010 ponownie została deputowaną regionalną. W 2008 powierzono jej funkcję przewodniczącej katalońskich struktur Partii Ludowej, którą wykonywała do 2017.
W kolejnych wyborach w 2015 oraz 2016 ponownie uzyskiwała mandat posłanki do Kongresu Deputowanych. W 2019 została natomiast wybrana na deputowaną do Zgromadzenia Madryckiego; reelekcję uzyskiwała w 2021 i 2023. W 2021 mianowana także w skład Senatu.